# Свободный переулок (Тверь)
Свобо́дный переулок (до 1919 года — Зна́менский) — улица в Центральном районе города Твери, проходит от улицы Желябова и набережной реки Тьмаки до Волги и набережной Степана Разина.

## Расположение
Свободный переулок начинается от пересечения улицы Желябова с набережной реки Тьмаки и продолжается в северо-восточном направлении. После ответвления Симеоновской улицы, влево отходит небольшая часть Свободного переулка, переходящая в Тверскую площадь. Основная часть Свободного переулка продолжается на север, пересекает бульвар Радищева, улицы Новоторжскую, Советскую и примыкает к улице Степана Разина.
Общая протяжённость Свободного переулка составляет более 900 метров.

## История
Свободный переулок был проведён в 1760-х годах по первому плану регулярной застройки центра города. Назывался Знаменским переулком по Знаменскому храму (здание капитально перестроено под областную библиотеку имени М. Горького).

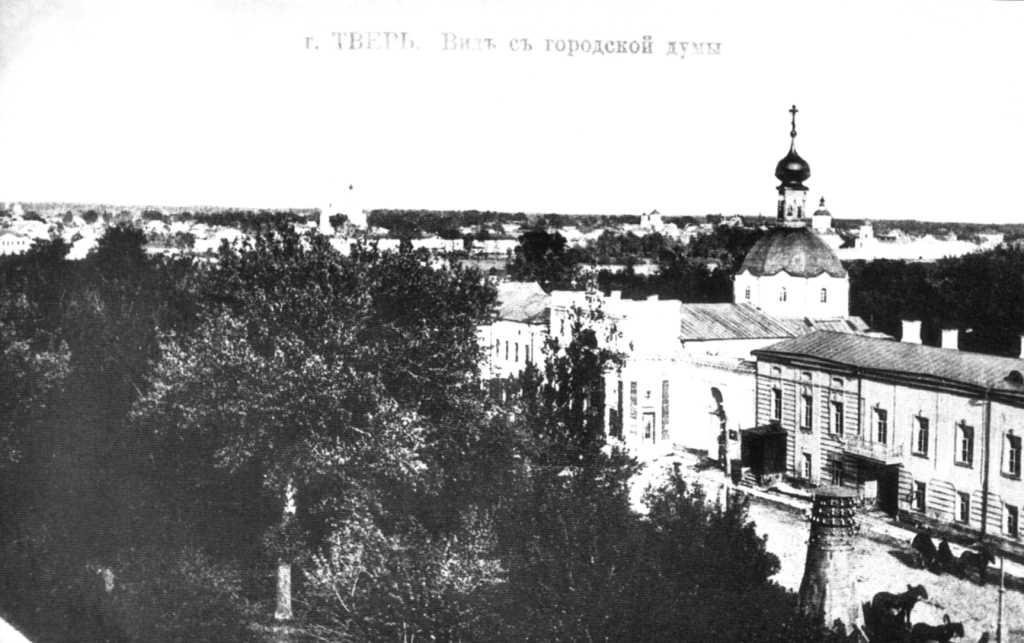
Знаменский храм до революции. Храм был разрушен в годы Великой Отечественной войны, на его месте построена Тверская библиотека имени Горького.

Квартал напротив храма занимала Красная площадь, в середине XIX века на её месте был основан Общественный сад. Основные участки Знаменского переулка застраивались каменными жилыми домами и лавками в один — три этажа. В 1810-х годах на западной стороне на месте прежних лавок были построены торговые ряды (снесены в 1965 году, в настоящее время на этом месте находится Тверская площадь).
На пересечении Знаменского переулка и улицы Симеоновская находился одноглавый с колокольней храм Симеона Столпника. Снесен в 1930-е годы. 
В 1919 году Знаменский переулок был переименован в Свободный.
Застройка Свободного переулка сильно пострадала в ходе боёв во время Великой Отечественной войны. В 1951—1954 годах по проекту архитектора И. П. Изотова  на месте разрушенного Знаменского храма построено здание областной библиотеки. В состав главного входа библиотеки были включены уцелевшие стены портика храма.
В 1958 году по проекту архитекторов Е. С. Резникова и В. А. Титова на месте, где ранее находился храм Симеона Столпника, возведено здание автовокзала.  В сентябре 2021 года после реконструкции в здании открыт Дворец бракосочетания, перед которым  обустроена площадь, которой в апреле 2023 года присвоено название «Площадь Княгини Анны Кашинской». В центре площади установлена скульптурная композиция «Венчание Великого князя Михаила Ярославича Тверского и княгини Анны Дмитриевны Кашинской».

## Здания и сооружения
Здания и сооружения улицы, являющиеся объектами культурного наследия:
- Дом 28 — Здание библиотеки имени Горького;
- Дом 43 — Здание тверского Драматического театра.